# Mike Glenn
Mike Theodore "Stinger" Glenn (né le 10 septembre 1955 à Rome, Géorgie) est un ancien joueur américain de basket-ball.
Meneur de jeu d'1,88 m issu de l'université Southern Illinois, après être sorti du lycée "Coosa" à Rome, Géorgie, où il détient toujours le record de points inscrits en carrière avec 2400 points. Glenn joua dix saisons (1977-1987) en NBA sous les couleurs des Buffalo Braves, des New York Knicks, des Atlanta Hawks et des Milwaukee Bucks. Il a inscrit 7.6 points par match de moyenne en carrière avec une réussite de 54.2% aux tirs. En 1981, il reçut le J. Walter Kennedy Citizenship Award pour services rendus à la communauté.
Depuis qu'il a arrêté sa carrière de joueur, Glenn a travaillé en tant que consultant à la télévision, écrivain et commissaire de la World Basketball Association. Il dirige aussi un camp de basket-ball.